# Estado do Vietnã
Estado do Vietnã (em vietnamita:  Quốc gia Việt Nam) foi um estado criado na Indochina, em 1949, como membro da União Francesa, que reivindicava autoridade sobre todo o território do atual Vietnã durante a Primeira Guerra da Indochina. 
Naquele ano, os franceses juntaram a Cochinchina francesa ao resto do Vietnã, proclamando o Estado Associado do Vietnã, e nomearam o antigo imperador Bao Dai como chefe de Estado. A maioria dos nacionalistas vietnamitas, porém, denunciou essa manobra dos antigos colonizadores, de modo que  a liderança na luta pela independência do país permaneceu com o Viet Minh.
O Estado do Vietnã foi reconhecido internacionalmente em 1950, embora dominasse basicamente uma pequena parte do sul, ao passo que a República Democrática do Vietnã controlasse quase todo o território vietnamita. Em 1954, Ngo Dinh Diem foi nomeado primeiro-ministro do Estado do Vietnã e conseguiu, com o apoio dos Estados Unidos, estabelecer um regime anticomunista em Saigon. Eliminou elementos pró-franceses das forças armadas e aboliu a autonomia local de vários grupos político-religiosos. Em outubro de 1955, num referendo controlado pelo governo, Bao Dai foi destituído das funções de chefe de Estado, e  Diem  tornou-se presidente da nova República do Vietnã (Vietnã do Sul).